# José Adolfo Mojica Morales
José Adolfo Mojica Morales (* 25. September 1936 in Tonacatepeque, El Salvador; † 2. März 2012 in Sonsonate) war römisch-katholischer Bischof von Sonsonate.

## Leben
José Adolfo Mojica Morales empfing am 25. Oktober 1964 die Priesterweihe. Nach seelsorglicher Tätigkeit ernannte ihn Papst Johannes Paul II. am 18. November 1989 zum Bischof von Sonsonate. Der Apostolische Nuntius in El Salvador und Honduras, Francesco De Nittis, spendete ihm am 20. Januar 1990 die Bischofsweihe; Mitkonsekratoren waren Arturo Rivera y Damas SDB, Erzbischof von San Salvador, und Marco René Revelo Contreras, Bischof von Santa Ana. Er engagierte sich in der Bischofskonferenz von El Salvador als langjähriger Präsident der Kommission für die Jugend, Laien und Familien und war damit eng mit der Bevölkerung El Salvadors verbunden.
Im Februar 2011 wurde er Opfer eines Raubüberfalls in der bischöflichen Residenz von Sonsonate. Am 8. Oktober 2011 nahm Papst Benedikt XVI. das von José Adolfo Mojica Morales aus Alters- und Gesundheitsgründen vorgebrachte Rücktrittsgesuch an. Am 17. November 2011 wurde er für sein Eintreten für moralische und religiöse Werte in der Gesellschaft von El Salvador mit der höchsten Auszeichnung El Salvadors „Hijo Meritísimo de El Salvador“ (Ehrenbürger der Nation) geehrt. Er war Ehrenbürger von Sonsonate; eine Hauptstraße der Stadt wurde nach ihm benannt.
Er starb an den Folgen eines Krebsleidens.